# International Digital Publishing Forum
 (février 2013).
L'International Digital Publishing Forum (IDPF) est un consortium international à l'origine du format de livre numérique EPUB.

## Description
L'International Digital Publishing Forum (IDPF) est l'organisation mondiale de commerce et de normalisation dédiée au développement et à la promotion de l'édition électronique et de la consommation de contenu.

Le travail de l'IDPF promeut le développement d'applications et de produits de publication électronique qui bénéficieront aux créateurs de contenu, aux fabricants de systèmes de lecture et aux consommateurs. L'IDPF développe et maintient la norme de publication de contenu EPUB qui permet la création et le transport de livres numériques redistribuables et d'autres types de contenu en tant que publications numériques interopérables entre des appareils et applications de lecture disparates compatibles EPUB.

L'IDPF invite les éditeurs de livres, de journaux, de revues et de magazines, les libraires, les développeurs de logiciels et de systèmes de lecture, les auteurs et autres groupes intéressés par la lecture numérique à rejoindre leur organisation.

Historiquement, les objectifs de l’IDPF comprenaient :
- Promouvoir l'adoption de la publication électronique à l'échelle de l'industrie par le biais de l'élaboration de normes, de conférences, de meilleures pratiques et de démonstrations de technologies éprouvées.
- Développer, publier et maintenir des normes communes (par exemple EPUB) relatives aux publications électroniques et promouvoir l'adoption réussie de ces spécifications.
- Encourager les mises en œuvre interopérables des publications et des systèmes de lecture EPUB et fournir un forum pour la résolution des problèmes d'interopérabilité.
- Identifier, évaluer et recommander des normes créées par d'autres organismes liés à l'édition électronique.
- Offrir un forum de discussion sur les questions et les technologies liées à l'édition électronique.
- Tenir compte des différences de langue, de culture, de styles de lecture et d’apprentissage et de capacités individuelles.

## Liens
- (en) Site officiel